# Radweg Berlin–Kopenhagen
Der Radweg Berlin–Kopenhagen ist ein Radfernweg in den deutschen Ländern Berlin, Brandenburg und Mecklenburg-Vorpommern sowie in Dänemark. Er führt auf einer Länge von 650 km von Berlin über Oranienburg, Fürstenberg/Havel, Waren (Müritz) und Rostock nach Kopenhagen. Etwa 315 km der Strecke verlaufen in Dänemark. Mit Fähren müssen die Ostsee zwischen Rostock und Gedser sowie der Grønsund bei Stubbekøbing überquert werden. Der Radweg ist Teil der EuroVelo-Route 7 vom Nordkap nach Malta und der D-Route 11 von Rostock nach Salzburg. An der Landesgrenze Berlin/Brandenburg verläuft er gemeinsam mit dem Berliner Mauerweg. Das Logo des Radwegs schildert nur in Deutschland die Strecke aus. In Dänemark ist der Radweg als Nationalroute 9 Helsingør–Gedser ausgeschildert.

## Übersicht der Orte und Etappen auf der Strecke
Der Radweg ist in drei Hauptetappen eingeteilt, die wiederum in mehr als drei kleineren Etappen eingeteilt sind.
Start: Berlin
Brandenburg-Etappe (151 km):
- Berlin–Oranienburg (51 km): Berlin, Hennigsdorf, Oranienburg
- Oranienburg–Zehdenick (35 km): Oranienburg, Liebenwalde, Zehdenick
- Zehdenick–Fürstenberg (42 km): Zehdenick, Mildenberg, Neuglobsow, Fürstenberg/Havel

Mecklenburgische Etappe (255 km):
- Fürstenberg–Neustrelitz (50 km): Fürstenberg/Havel, Wesenberg, Neustrelitz
- Neustrelitz–Waren (Müritz) (65 km): Neustrelitz, Kratzeburg, Groß Dratow, Waren (Müritz)
- Waren (Müritz)–Krakow am See (50 km): Waren (Müritz), Jabel, Krakow am See
- Krakow am See–Bützow (45 km): Krakow am See, Güstrow, Bützow
- Bützow–Rostock (45 km): Bützow, Schwaan, Pölchow, Rostock

Dänemark-Etappe (302 km):
- Gedser–Nykøbing (26 km): Gedser, Gedesby Sogn, Marielyst, Nykøbing Falster
- Nykøbing–Stege/Møn (65 km): Falster, Stubbekøbing, Fanefjord Sogn, Stege
- Stege–Møn–Stege (48 km)
- Stege–Rødvig (70 km): Møn-Stege, Kalvehave Sogn, Jungshoved Sogn, Præstø, Faxe Ladeplads, Vemmetofte Sogn, Rødvig
- Rødvig–Køge (38 km): Rødvig, Stevns Klint, Holtug, Køge
- Køge–København (55 km): Køge, Greve, Hundige-Kildebrønde Sogn, Ishøj, Amager, København

Ende: København / Kopenhagen

## Beschilderung und Wegführung

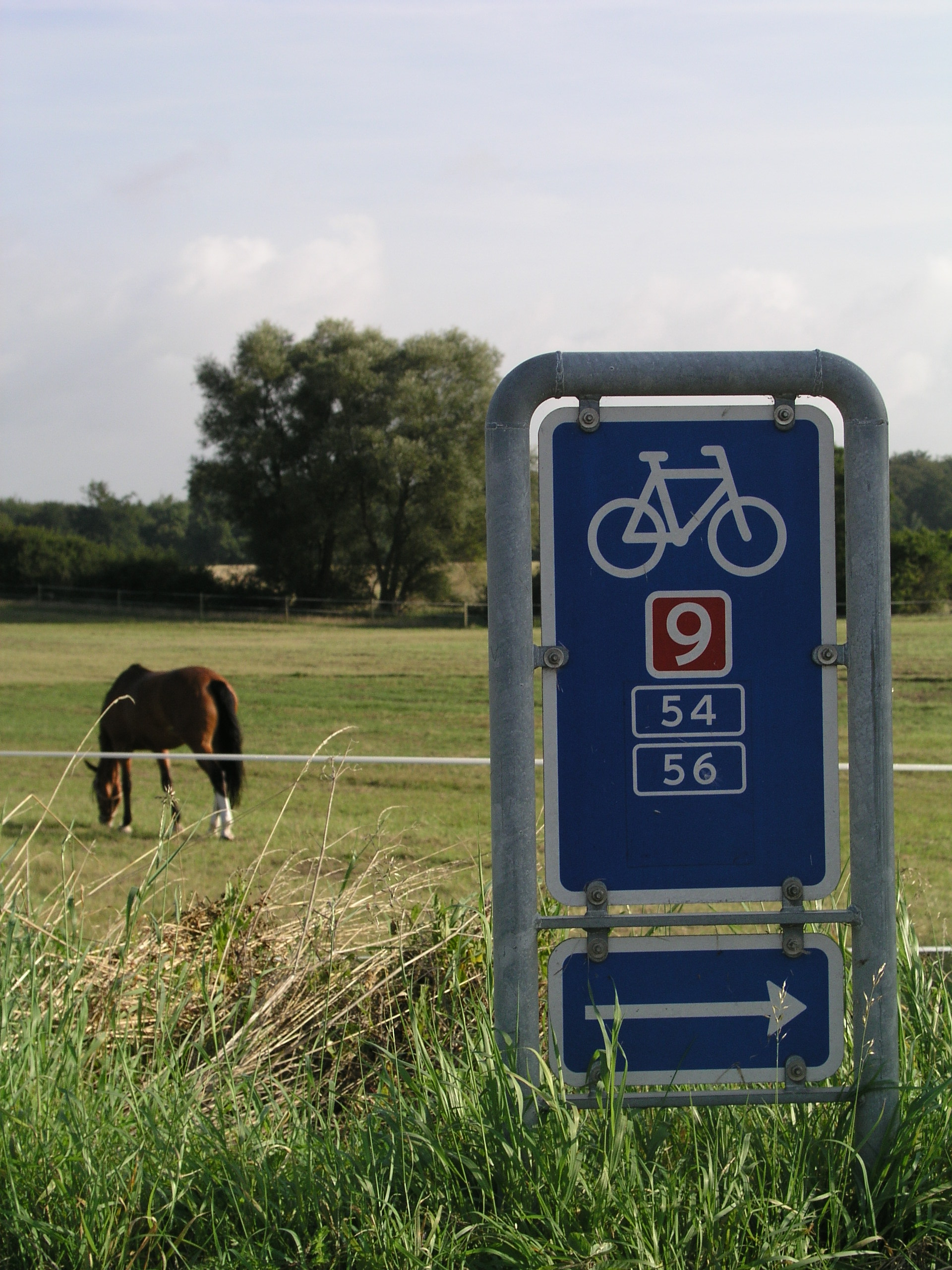
Beschilderung der Nationalroute 9 (hier mit den regionalen Routen 54 und 56)

Der Radfernweg ist so angelegt, dass man überwiegend über separate Radwege abseits der Straßen oder Nebenstraßen mit sehr wenig Verkehr geführt wird.
Die Beschilderung des Radweges ist in zwei Abschnitten unterteilt:
- In Deutschland ist der Radweg durchgehend mit blau-weiß-roten Symbol mit der Kennschrift Radweg Berlin–Kopenhagen beschildert.
- In Dänemark ist der Radweg deckungsgleich mit der nationalen Route 9 und somit auch nach dieser beschildert.